# Omolabus heterocerus
Omolabus heterocerus es una especie de coleóptero de la familia Attelabidae.

## Distribución geográfica
Habita en México.